# Culex nakuruensis
Culex nakuruensis är en tvåvingeart som beskrevs av Mattingly 1951. Culex nakuruensis ingår i släktet Culex och familjen stickmyggor.
Artens utbredningsområde är Kenya. Inga underarter finns listade i Catalogue of Life.